# Afonso Dhlakama
Afonso Macacho Marceta Dhlakama (se pronuncia como Djacama; 1 de enero de 1953-3 de mayo de 2018) fue un político mozambiqueño, presidente de la RENAMO, el principal partido político de la oposición en Mozambique.
Después de la muerte de André Matsangaíssa asumió la lideranza del grupo guerrillero Renamo, en el auge de la guerra civil mozambiqueña. El 4 de octubre de 1992, firmó con Joaquim Chissano (en aquel momento Presidente de Mozambique), en Roma, el acuerdo General de Paz, poniendo punto final a la guerra civil que duró casi 16 años, destruyendo la economía y la infraestructura del país, y habiendo provocado centenas de miles de muertos. Desde entonces la Renamo pasó a ser un partido político, el segundo mayor en Mozambique.
Al contrario de sus reconocidas capacidades de estratega militar, Afonso Dhlakama no tuvo el mismo éxito político, en efecto acumuló sucesivas derrotas en las cinco elecciones a las que se presentó como candidato. En situaciones de crisis recurria frecuentemente a un discurso belicista, incluyendo a veces amenazas de retorno a la lucha armada, que eventualmente se materializó a mediados de 2013.
El 3 de mayo de 2018, Dhlakama murió víctima de un ataque cardíaco, derivado de una grave crisis diabética.